# Ioulia Sourikova
Ioulia Nikolaïevna Sourikova (en russe : Юлия Николаевна Сурикова), née en 1982 en Union soviétique, est une triathlète russe double championne du monde de triathlon d'hiver en 2016 et 2018

## Biographie
Lors des championnats du monde de triathlon d'hiver à Zeltweg en Autriche, Julija Surikowa obtient son premier titre mondial en février 2016 devant sa compatriote Olga Parfinenko et l'Autrichienne Romana Slavinec. En avril, elle est troisième au championnat d'Europe de cross-duathlon. En juin, elle était également championne de Russie en cross-triathlon.
En Estonie, elle termine troisième en janvier 2017 aux championnats d'Europe de triathlon d'hiver.
En janvier 2018, à l'age de 36 ans elle devient championne du monde de triathlon d'hiver pour la seconde fois après 2016.

## Palmarès
Le tableau suivant présente les résultats les plus significatifs (podiums) obtenus sur le circuit international de triathlon depuis 2011.
| Année | Compétition                                                | Pays     | Position      | Temps           |
| ----- | ---------------------------------------------------------- | -------- | ------------- | --------------- |
| 2018  | Championnat du monde de triathlon d'hiver                  | Italie   | Médaille d'or | 1 h 53 min 13 s |
| 2018  | Championnat du monde de triathlon d'hiver                  | Roumanie | Médaille d'or | 1 h 47 min 51 s |
| 2016  | Championnat du monde de triathlon d'hiver                  | Autriche | Médaille d'or | 1 h 27 min 31 s |
| 2014  | Coupe d'Europe de triathlon d'hiver - étape de Sigulda     | Lettonie | Médaille d'or | 1 h 50 min 6 s  |
| 2012  | Coupe d'Europe de triathlon d'hiver - étape de Lahte       | Estonie  | Médaille d'or | 1 h 11 min 24 s |
| 2011  | Coupe d'Europe de triathlon d'hiver - étape de San Candido | Italie   | Médaille d'or | 1 h 21 min 26 s |